# WWE The Great American Bash
The Great American Bash là một sự kiện pay-per-view đấu vật chuyên nghiệp được tổ chức hằng năm vào mùa hè bởi World Wrestling Entertainment.Ban đầu nó được tổ chức bởi National Wrestling Alliance thuột tổ chức của Jim Crockett và sau đó bởi World Championship Wrestling.Theo Ric Flair trong cuốn tự truyện của ông,To Be the Man,Dusty Rhodes là người sáng tạo ra khái niệm về The Great American Bash.
Sau khi kì Great American Bash cuối cùng được tổ chức bởi World Championship Wrestling vào ngày 11 tháng 6 năm 2000,sự kiện ãe không được tiếp tục tổ chức nữa sau khi WCW được World Wrestling Entertainment thu nhận lại.Tuy vậy,sau 4 năm gián đoạn,sự kiện này đã được WWE cho tổ chức lại vào tháng 6/2004 và sẽ dành riêng cho SmackDown! từ 2004-2006.The Great American Bash là sự kiện pay-per-view duy nhất ngày xưa thuộc của WCW còn bây giờ lại được tổ chức bởi WWE.Đặc điểm của sự kiện này khi thuộc WWE là tất cả mọi người trong quân đội Mỹ có thể xem chương trình này miễn phí.

## Kết quả

### 2007
The Great American Bash 2007 tổ chức vào ngày 22 tháng 7 2007 tại HP Pavilion ở San Jose, California. Bài hát chính thức là "The Church of Hot Addiction" của Cobra Starship.
- Dark match: Chuck Palumbo đánh bại Chris Masters
  - Palumbo hạ Masters
- Montel Vontavious Porter đánh bại Matt Hardy để giữ lại đai WWE United States Championship (12:55)
  - MVP hạ Hardy sau đòn Playmaker.
- Hornswoggle đánh bại Chavo Guerrero (c), Jimmy Wang Yang, Shannon Moore, Funaki và Jamie Noble đẻ giành đai WWE Cruiserweight Championship (6:59)
  - Hornswoggle hạ Noble sau đòn Tadpole Splash.
  - Hornswoggle ban đầu không tham gia vào trận đấu,nhưng trở thành một phần của nó từ lúc anh có mặt trên võ đài khi chuông reo.
- Carlito đánh bại The Sandman trong trận Singapore Cane on a Pole Match (5:31)
  - Carlito hạ Sandman với đòn Back Stabber.
  - Carlito thắng trận kể cả khi Sandman lấy được cây mía Singapore trên cây cột.
  - Kể cả việc đây là 1 trận Singapore Cane match, cây gậy vẫn không được sử dụng
- Candice Michelle đánh bại Melina để giữ lại đai WWE Women's Championship (6:22)
  - Candice hạ Melina sau đòn Candywrapper.
- Umaga đánh bại Jeff Hardy đẻ giữ lại đai WWE Intercontinental Championship (11:20)
  - Umaga hạ Hardy với đòn Samoan Spike.
- John Morrison đánh bại CM Punk để giữ lại đai ECW World Championship (7:50)
  - Morrison hạ Punk sau khi dùng 2 đầu gối tấn công Punk.
- Randy Orton đánh bại Dusty Rhodes trong trận Texas Bullrope match (5:40)
  - Orton hạ Rhodes sau khi dùng chuông bò đánh vào đầu ông.
  - Sau trận đấu, Orton định tấn công Rhodes nhưng con của Rhodes, Cody Rhodes đi lên và bảo vệ cha.
- The Great Khali đánh bại Kane và Batista trong trận Triple Threat match để giữ lại đai World Heavyweight Championship (10:04)
  - Khali hạ Kane sau đòn Batista Bomb từ Batista cùng với đòn Giant Chokeslam.
- John Cena đánh bại Bobby Lashley để giữ lại đai WWE Championship (15:53)
  - Cena hạ Lashley với đòn FU từ trên cột.